# Etmopterus bigelowi
Etmopterus bigelowi és una espècie de peix de la família dels dalàtids i de l'ordre dels esqualiforms.

## Morfologia
- Els mascles poden assolir 67 cm de longitud total.[1][2]

## Alimentació
Menja taurons petits, calamars i Myctophidae.

## Reproducció
És ovovivípar.

## Hàbitat
És un peix marí d'aigües profundes que viu entre 163–1000 m de fondària.

## Distribució geogràfica
Es troba als oceans Índic, Pacífic i Atlàntic. A l'Atlàntic occidental és present des del Golf de Mèxic fins a l'Argentina.